# 재닌 밴 위크
재닌 반 위크(영어: Janine van Wyk, 1987년 4월 17일 ~ )는 남아프리카 공화국의 여자 축구 선수로 포지션은 수비수이다. 현재 스코틀랜드 여자 프리미어리그의 글래스고 시티에서 뛰고 있으며 남아프리카 공화국 여자 축구 국가대표팀에서 가장 높은 170경기 출전 기록을 보유하고 있다.

## 클럽 경력
하우텡주 앨버턴의 아프리카너 가정 출신인 밴 위크는 저미스턴에서 성장해서 6세 시절에 축구를 시작했다. 앨버턴에 위치한 아프리칸스어 중학교인 호어스쿨 앨버턴에 재학했지만 축구를 하지 않았다. 그의 첫 축구 클럽은 콰테마를 연고로 하던 스프링스 홈 스위퍼스이다. 밴 위크는 15세 시절에 자신이 레즈비언임을 커밍아웃했다.
밴 위크는 모로카 스왈로스에 입단하면서 프로 선수 생활을 시작했고 나중에 템비사를 연고로 하는 여자 축구 클럽인 팰리스 슈퍼 팰컨스에 합류하면서 팀의 3년 연속 리그 우승을 이끌었다. 밴 위크는 슈퍼 팰컨스에서의 시간을 "기억에 남는다"고 밝히고 3번의 리그 우승에서 "불가촉천민"이라고 말했다. 2013년에는 자신의 이름을 딴 JVW FC를 창단했고 2016년에는 선수 겸 감독을 역임하기도 했다.
2016년 12월 21일에는 미국 내셔널 위민스 사커 리그 소속 여자 축구 클럽인 휴스턴 대시로 이적했고 2017 시즌에서 리그 17경기에 출전했다. 2018 시즌에서도 휴스턴 대시에 남으면서 리그 20경기에 출전했지만 2018년 10월 1일에 팀에서 하차하게 된다.
2019년 8월에는 덴마크 엘리테디비시오넨 소속 여자 축구 클럽인 포르투나 예링으로 이적했다. 하지만 훈련 도중에 무릎 부상을 당하면서 남아프리카 공화국으로 귀국했고 2020년 1월 14일에 재활에 집중하기 위하여 소속 클럽과 계약을 해지하기로 합의했다. 2020년 7월에는 스코틀랜드 여자 프리미어리그 소속 여자 축구 클럽인 글래스고 시티로 이적하면서 유럽 무대에 복귀했다. 밴 위크는 2020년 8월 21일에 열린 VfL 볼프스부르크와의 UEFA 여자 챔피언스리그 경기에 처음 출전했는데 이는 무릎 부상 재활, 코로나19 범유행의 여파에 따른 리그 중단으로 인해 연기된 결과였다.

## 국가대표 경력
밴 위크는 2005년 12월 3일에 열린 나이지리아와의 경기에 처음 출전하면서 남아프리카 공화국 여자 축구 국가대표팀 선수로 데뷔했다. 밴 위크는 영국 런던에서 열린 2012년 하계 올림픽에서 조별 예선 3경기에 모두 출전했으나 남아프리카 공화국은 스웨덴(1-4 패배), 캐나다(0-3 패배)와의 조별 예선 2경기에서 연달아 패배하면서 탈락했다. 하지만 남아프리카 공화국은 2011년 FIFA 여자 월드컵 우승 팀인 일본과의 마지막 조별 예선 경기에서 0-0 무승부를 기록했는데 밴 위크는 "올림픽 경기에서 조국을 대표하여 참가하게 되어 자랑스럽다."는 소감을 밝히기도 했다. 적도 기니에서 열린 2012년 아프리카 여자 축구 선수권 대회에서는 나이지리아와의 준결승전 경기에서 유일한 골을 기록하여 사상 처음으로 나이지리아에 승리를 기록했다. 남아프리카 공화국은 적도 기니와의 결승전 경기에서 0-4 패배를 기록하여 준우승을 차지했다.
밴 위크는 2014년 8월 11일에 열린 나미비아와의 친선 경기에서 A매치 100경기 출전 기록을 수립했는데 남아프리카 공화국은 나미비아에 2-0 승리를 기록했다. 밴 위크는 당시 대표팀 동료였던 포르티아 모디세가 A매치 110번째 출전 기록을 수립하면서 남아프리카 공화국 여자 축구 국가대표팀에서 2번째로 많은 출전 기록을 수립한 선수였다.
밴 위키는 2016년 3월 28일에 열린 카메룬과의 경기에서 A매치 125경기 출전 기록을 수립하면서 남녀를 통틀어 남아프리카 공화국에서 가장 많은 국가대표팀 경기 출전 기록을 가진 선수가 되었다. 브라질 리우데자네이루에서 열린 2016년 하계 올림픽에도 참가했으나 남아프리카 공화국은 브라질과의 마지막 조별 예선 경기에서 0-0 무승부를 기록했을 뿐 스웨덴(0-1 패배), 중국(0-2 패배)과의 조별 예선 초반 2경기에서 연달아 패배하면서 탈락했다.
밴 위크는 2018년 9월 18일에 A매치 150경기 출전 기록을 수립했다. 가나에서 열린 2018년 아프리카 여자 네이션스컵에서는 남아프리카 공화국의 준우승과 사상 첫 FIFA 여자 월드컵 본선 진출을 이끌었다. 밴 위크는 프랑스에서 열린 2019년 FIFA 여자 월드컵에서는 남아프리카 공화국 여자 축구 국가대표팀의 주장을 맡았으나 남아프리카 공화국은 스페인(1-3 패배), 중국(0-1 패배), 독일(0-4 패배)과의 조별 예선 경기에서 모두 패배하면서 탈락했다.

## 수상

### 클럽
글래스고 시티
- 스코틀랜드 여자 프리미어리그 1회 우승 (2020-21)[21]

### 국가대표
- 2012년 아프리카 여자 축구 선수권 대회 준우승
- 2018년 아프리카 여자 네이션스컵 준우승

### 개인
- 2010년 남아프리카 공화국 축구 협회 올해의 여자 축구 선수 수상[22]